# Институт палеонтологии позвоночных и палеоантропологии
Институт палеонтологии позвоночных и палеоантропологии Китайской академии наук (кит. трад. 中国科学院古脊椎动物与古人类研究所) — ведущее научное учреждение по исследованию ископаемых остатков позвоночных животных и раннего человека в КНР.
Институт располагается в Пекине. В его коллекции, а также в собрании Палеонтологического музея Китая, который примыкает к зданию института, хранятся многие находки динозавров, птерозавров и первобытных птиц. 45 сотрудников института в период с 1999 по 2005 год были авторами и соавторами научных публикаций в журналах «Nature» и «Science».